# Верхняя Мосоловка
Верхня́я Мосо́ловка — село Усманского района Липецкой области. Центр Верхне-Мосоловского сельсовета. Расположено на реке Мосоловке.
Возникла в первой половине XVIII века. Упоминание в документах 1750-х годов. Сначала селение называлось Мосо́ловкой, позднее для отличия от других Мосоловок (Средней и Нижней) — Верхней Мосоловкой. Название реки и села произошло от фамилии одного из первых крупных владельцев земельных участков — Мосолова. Однако, среди верхнемосоловцев ходит предание, что топоним возник от слова мослы. Якобы каждый год вешние воды вымывали много костей (мослов), которыми была сплошь усеяна степь.
В 1867 году в селе была построена деревянная Космодамиановская церковь. В 1904 году храм был перестроен в камне.

## Население
| 2010 | 2011 |
| ---- | ---- |
| 438  | →438 |